# حي القنوات

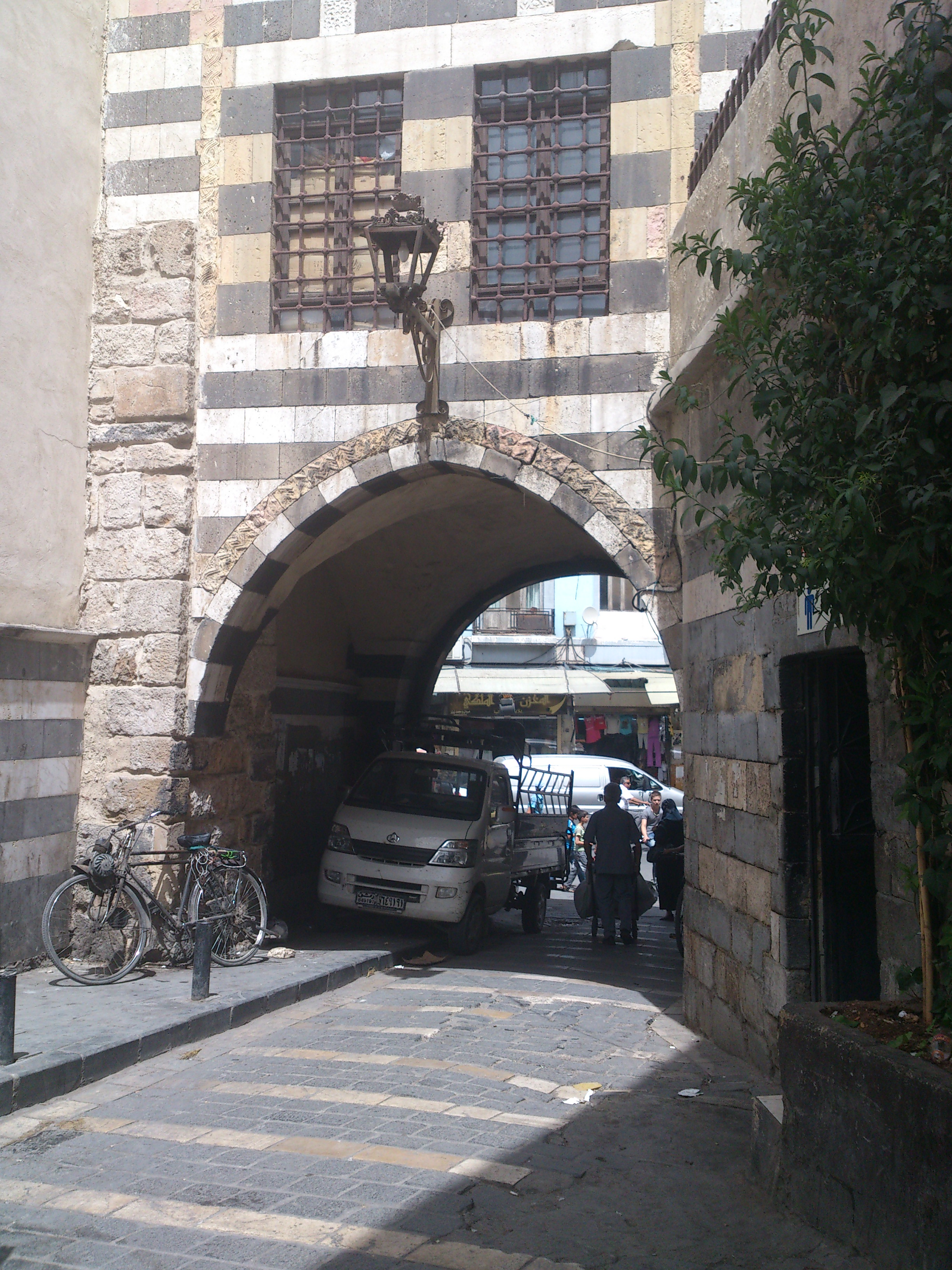
باب سريجة

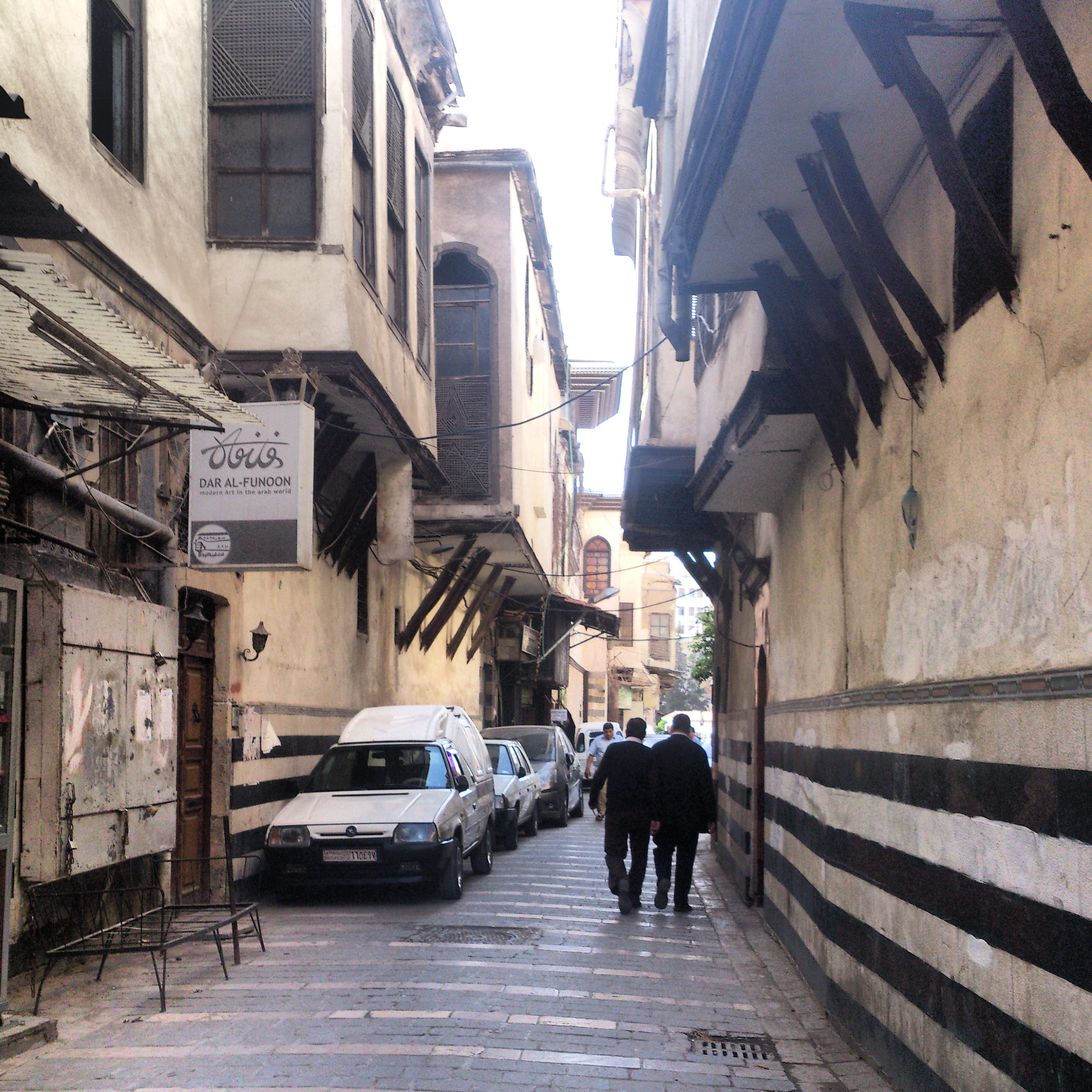
طريق القنوات، بدمشق القديمة

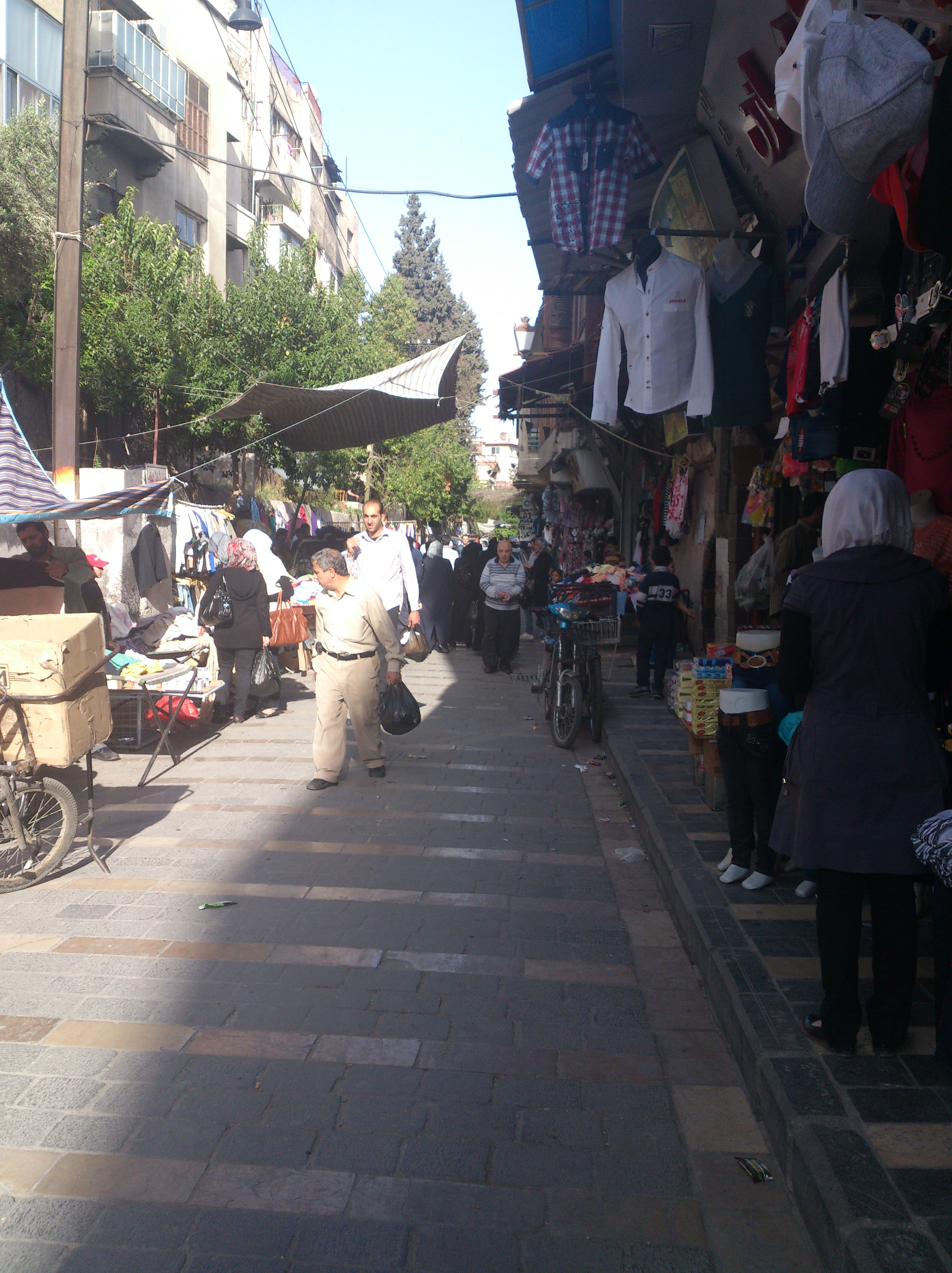

القنوات هو حي دمشقي عريق في مدينة دمشق عاصمة سورية، أسسه الأثرياء من أهل دمشق بعد أن ازداد عدد سكانها وضاقت بهم حارات دمشق القديمة، فبنوا البيوت الواسعة التي مازال بعضها قائمًا ومسجلًا أثريًا. وانتقلوا للعيش فيه حيث جعلوه خارج سور دمشق القديم.
ومع التوسع العمراني لمدينة دمشق في نهايات القررن العشرين، تم إحداث منطقة سكنية (بلدية) تحمل نفس الاسم (منطقة القنوات) تضم الحي وعدة أحياء أخرى منها حي الحجاز.

## التسمية
يذكر بعضهم أن الحي سمي باسم القنوات نسبة إلى قنوات المياه الرومانية الموجودة فيه، ولكن الأصح أن الحي سمِّيَ بالقنوات نسبةً إلى أحدِ فروع نهر «بردى» السبعة، حيث يتفرع من موضع «الشادروان»، ويخترق النهر الحي ويتجه نحو دمشق القديمة داخل سور دمشق، وتسيل مياهه ضمن قناة رومانية محمولة على قناطر حجرية.

## الأقسام
يقسم حي القنوات حسب سجلات المدينة إلى تسعة أقسام (حارات)، وهي قنوات تعديل، وبركة، وزقاق الحطاب، وحيوطية، وشاذبكية، وبراني وجواني، وباب سريجة، وقبر عاتكة، وهو ما يعني أن الحي يحده شمالا شارع النصر، وجنوبا مشفى المجتهد وغربا شارع خالد بن الوليد، وشرقا شارع البدوي.

## التاريخ
بدأت بيوته بالارتفاع في العصر المملوكي، وشهد توسعا كبيرا في أواخر العصر العثماني واتخذ شكله النهائي في العصر الفيصلي، وشهد بعض التغييرات بعد الاستقلال، ولكنه حتى الآن لا يزال يحتفظ بأبنيته القديمة.
ارتبط اسم القنوات على مدى سنوات عديدة بأسماء بارزة في التاريخ الوطني والعلمي، وله أهمية جغرافية تتمثل بتوسطه مدينة دمشق، فمن يرغب بزيارة الأسواق والأحياء القديمة لا بد له من المرور في حي القنوات أو بالقرب منه.

## معالم
من يمر بشارع القنوات الرئيسي الممتد من شارع خالد بن الوليد إلى باب الجابية سيشاهد هذه القناطر بوضوح، وبإمكانه أن ينزل تحتها بضعة أدراج ليجد نفسه في زقاق قديم يصل به إلى شارع البارودي المحاذي لجزء من شارع النصر، وفي هذا الزقاق (الشاذبكية) ويلفظ في العامية (الشابكلية) عدد من المباني القديمة بيوت ومحلات ومدارس أهمها ثانوية السعادة وبيت السياسي والشاعر فخري الباردوي، ومطبعة تأسست في عشرينات القرن الماضي، ومستوصف نقابة عمال النسيج الذي تأسس في ذات الفترة.
ومن الأبنية المحسوبة على الحي محطة الحجاز وكانت تدعى عند إنشائها محطة القنوات، وكذلك مبنى الإذاعة القديم.

### أهم شخصياته
- مؤسس المسرح العربي أبو خليل القباني
- السياسي الوطني فخري البارودي
- الروائي خيري الذهبي
- الشيخ الفرفور